# Ротблат, Джозеф
Сэр Джозеф Ротблат (англ. Sir Joseph Rotblat, пол. Józef Rotblat — ; 4 ноября 1908, Варшава — 31 августа 2005, Лондон) — британский физик и радиобиолог польского происхождения, общественный деятель, член Лондонского королевского общества (1995), лауреат Нобелевской премии мира за усилия, направленные на ядерное разоружение (1995), один из основателей и руководителей Пагуошского движения учёных, почётный и иностранный член ряда академий наук и научных обществ.

## Биография
Родился 4 ноября 1908 в Варшаве в семье польских евреев с доходом выше среднего. Отец руководил транспортной компанией. В послевоенном кризисном 1914 году Ротблаты разорились, вынуждены были покинуть красивый особняк и переехать в менее престижный район.
Ротблат выучился в профучилище на электрика. Эта профессия принесла ему первый заработок. Затем начал изучать физику в Польском свободном университете, где произошла его судьбоносная встреча с будущим научным руководителем и другом профессором Людвиком Вертенштейном. В его лаборатории начинает исследования, связанные с радиоактивностью. В университете защитил степень доктора.
В 1939 году выехал на постоянное место жительства в Великобританию, а в 1946 году получил британское подданство. В 1998 году получил титул сэра.
Автор многочисленных научных работ в области атомной и ядерной физики. Входил в число ученых, подписавших в 1955 году манифест Рассела — Эйнштейна.
Был иностранным членом Польской академии наук. Являлся директором центра ядерных исследований университета в Ливерпуле, а также работал на должности профессора университета в Лондоне и St. Bartholomew's Hospital Medical College.
Умер в Лондоне 31 августа 2005 года.